# Podgrupa normalna
Podgrupa normalna (niezmiennicza, dzielnik normalny) – dla danej grupy rodzaj podgrupy umożliwiający utworzenie grupy ilorazowej. W języku algebry ogólnej podgrupy normalne to kongruencje w grupach.

## Definicje
Podgrupę {\displaystyle N} grupy {\displaystyle G} nazywa się podgrupą normalną, jeśli wszystkie jej warstwy lewostronne są równe odpowiadającym im warstwom prawostronnym, tzn. gdy
{\displaystyle gN=Ng}
dla wszystkich {\displaystyle g\in G.} Fakt ten oznacza się symbolem {\displaystyle N\trianglelefteq G.}

### Warunki równoważne
Niech {\displaystyle N} będzie podgrupą grupy {\displaystyle G.} Wówczas następujące warunki są równoważne:
(i) {\displaystyle N} jest podgrupą normalną,
(ii) zbiory warstw lewo- i prawostronnych {\displaystyle N} w {\displaystyle G} są równe, czyli {\displaystyle G/N=G\backslash N,}
(iii) relacja równoważności {\displaystyle \sim } na zbiorze {\displaystyle G} określona wzorem
{\displaystyle a\sim b{\overset {\underset {\mathrm {def} }{\ }}{\iff }}ab^{-1}\in N}
jest zgodna z działaniem w grupie {\displaystyle G,} czyli dla wszystkich {\displaystyle a,b,c,d\in G}
{\displaystyle (a\sim b)\land (c\sim d)\Rightarrow (ac)\sim (bd),}
(iii’) relacja równoważności {\displaystyle \backsim } na zbiorze {\displaystyle G} określona wzorem
{\displaystyle a\backsim b{\overset {\underset {\mathrm {def} }{\ }}{\iff }}a^{-1}b\in N}
jest zgodna z działaniem w grupie {\displaystyle G,} czyli dla wszystkich {\displaystyle a,b,c,d\in G}
{\displaystyle (a\backsim b)\land (c\backsim d)\Rightarrow (ac)\backsim (bd),}
(iv) dla każdego {\displaystyle g\in G} zachodzi {\displaystyle gNg^{-1}\subseteq N,}
(iv’) dla każdego {\displaystyle g\in G} zachodzi {\displaystyle g^{-1}Ng\subseteq N,}
(v) dla każdego {\displaystyle g\in G} zachodzi {\displaystyle gNg^{-1}=N,}
(v’) dla każdego {\displaystyle g\in G} zachodzi {\displaystyle g^{-1}Ng=N,}
(vi-vi’) grupa {\displaystyle N} jest niezmiennicza ze względu na sprzężenia, czyli
{\displaystyle \varphi (N)=N} dla {\displaystyle \varphi (n)=gng^{-1}} dla dowolnego {\displaystyle g\in G}
lub
{\displaystyle \psi (N)=N} dla {\displaystyle \psi (n)=g^{-1}ng} dla dowolnego {\displaystyle g\in G,}
(vii) {\displaystyle N} jest sumą klas sprzężoności {\displaystyle G,}
(viii) istnieje pewien homomorfizm określony na {\displaystyle G,} którego jądrem jest {\displaystyle N.}
Każdy z powyższych warunków może być przyjęty za definicję normalności podgrupy.
Niektórzy autorzy używają oznaczenia {\displaystyle \operatorname {NSub} \;G} dla rodziny wszystkich podgrup normalnych grupy {\displaystyle G} (od ang. Normal Subgroup).

## Własności
- Normalność jest zachowywana przy epimorfizmach (suriektywnych homomorfizmach), a także braniu przeciwobrazów.
- Normalność jest zachowywana przy braniu iloczynów prostych.
- Podgrupa normalna podgrupy normalnej danej grupy nie musi być normalna w tej grupie, tzn. normalność nie jest relacją przechodnią. Jednakże podgrupa charakterystyczna podgrupy normalnej jest normalna w grupie. Również podgrupa normalna czynnika centralnego jest normalna w grupie. W szczególności podgrupa normalna czynnika prostego jest normalna w całej grupie.
- Każda podgrupa indeksu 2 jest normalna:
Dowód. Jeżeli {\displaystyle |G:H|=2,} to {\displaystyle H} jest podgrupą normalną w {\displaystyle G} (istnieją wyłącznie dwie warstwy lewostronne, jak i prawostronne: izomorficzne z {\displaystyle H} oraz z {\displaystyle G\setminus H} – dopełnieniem {\displaystyle H,} stąd {\displaystyle eH=He\simeq H,} co oznacza, że {\displaystyle H} jest normalna).

Ogólniej, podgrupa {\displaystyle H} taka, że {\displaystyle |G:H|=n} zawiera podgrupę {\displaystyle K} normalną w {\displaystyle G} indeksu dzielącego {\displaystyle n!} nazywaną rdzeniem normalnym (ang. normal core). W szczególności, jeżeli {\displaystyle p} jest najmniejszą liczbą pierwszą dzielącą rząd {\displaystyle G,} to każda podgrupa o indeksie {\displaystyle p} jest normalna.

### Struktura kraty w rodzinie podgrup normalnych
Podgrupy normalne w {\displaystyle G} tworzą kratę ze względu na zawieranie zbiorów o elemencie najmniejszym {\displaystyle \{e\}} i największym {\displaystyle G.} Dla danych dwóch podgrup normalnych {\displaystyle M,N} ich infimum określone jest jako ich przekrój (zawsze jest podgrupą):
{\displaystyle N\wedge M:=N\cap M,}
a supremum dane jest jako grupa generowana przez te podgrupy (również zawsze jest podgrupą):
{\displaystyle N\vee M:=\langle N,M\rangle ;}
w przypadku grup przemiennych {\displaystyle \langle N,M\rangle } jest równe iloczynowi kompleksowemu {\displaystyle NM=\{nm\colon n\in N,m\in M\},} dlatego przyjmuje się wtedy zwykle po prostu {\displaystyle N\vee M:=NM.}

## Związek z homomorfizmami
Podgrupy normalne są ważne ze względu na fakt, iż jeżeli {\displaystyle N} jest normalna w {\displaystyle G,} to można skonstruować z niej grupę ilorazową {\displaystyle G/N{:}} mnożenie na warstwach określone jest wzorem
{\displaystyle (aN)(bN):=(ab)N.}
Niech {\displaystyle e} oznacza element neutralny grupy. Istnieje naturalny homomorfizm {\displaystyle f\colon G\to G/N} dany wzorem {\displaystyle f(a)=aN.} Obraz {\displaystyle f(N)} składa się wyłącznie z elementu neutralnego {\displaystyle G/N,} warstwy {\displaystyle eN=N.}
W ogólności homomorfizm grup {\displaystyle f\colon G\to H} przeprowadza podgrupy {\displaystyle G} na podgrupy {\displaystyle H,} również przeciwobraz dowolnej podgrupy w {\displaystyle H} jest podgrupą w {\displaystyle G.} Przeciwobraz podgrupy trywialnej {\displaystyle \{e\}} w {\displaystyle H} nazywa się jądrem homomorfizmu {\displaystyle f} i oznacza symbolem {\displaystyle \ker(f).} Okazuje się, że jądro jest zawsze podgrupą normalną, a obraz {\displaystyle f(G)} jest zawsze izomorficzny z {\displaystyle G/\ker(f)} (pierwsze twierdzenie o izomorfizmie). Rzeczywiście, odpowiedniość ta jest bijekcją między zbiorem wszystkich grup ilorazowych {\displaystyle G/N} w {\displaystyle G} a zbiorem wszystkich obrazów homomorficznych {\displaystyle G} (co do izomorfizmu). Jądrem odwzorowania ilorazowego, {\displaystyle f\colon G\to G/N} jest samo {\displaystyle N,} a więc podgrupy normalne są dokładnie jądrami homomorfizmów o dziedzinie {\displaystyle G.}

## Przykłady
- W dowolnej grupie przemiennej każda jej podgrupa jest normalna. Grupy w których każda podgrupa jest normalna nazywane są grupami Hamiltona, istnieją nieprzemienne grupy tego rodzaju.
- Podgrupa obrotów {\displaystyle J_{n}=\langle a\rangle } jest normalna w grupie izometrii wielokąta foremnego {\displaystyle D_{n}=\langle a,b\rangle ,} gdzie {\displaystyle a} jest obrotem, {\displaystyle b} – dowolną symetrią osiową, {\displaystyle n} – liczbą wierzchołków wielokąta (podgrupa ta jest nawet charakterystyczna).
- Podgrupa alternująca {\displaystyle A_{n}} grupy symetrycznej {\displaystyle S_{n}} jest w niej normalna, ponieważ {\displaystyle |S_{n}:A_{n}|=2} dla każdego {\displaystyle n\in \mathbb {N} .}